# MIL-STD-1750A
A MIL-STD-1750A vagy röviden 1750A egy 16 bites számítógépes utasításkészlet-architektúra (ISA) formális definíciója, amely kitér a kötelező és opcionális komponensekre is, a MIL-STD-1750A jelölésű amerikai egyesült államokbeli katonai szabvány leírásában (1980). 1996 augusztusa óta nem készülnek újabb megvalósítások ennek a szabványnak alapján.
Az alapvető ISA mellett a definíció opcionális utasításokat is meghatároz, mint például a processzorhoz kapcsolt FPU és MMU utasításait. Lényeges, hogy a szabvány nem határozza meg az 1750A processzor megvalósításának részleteit.

## Belső felépítés

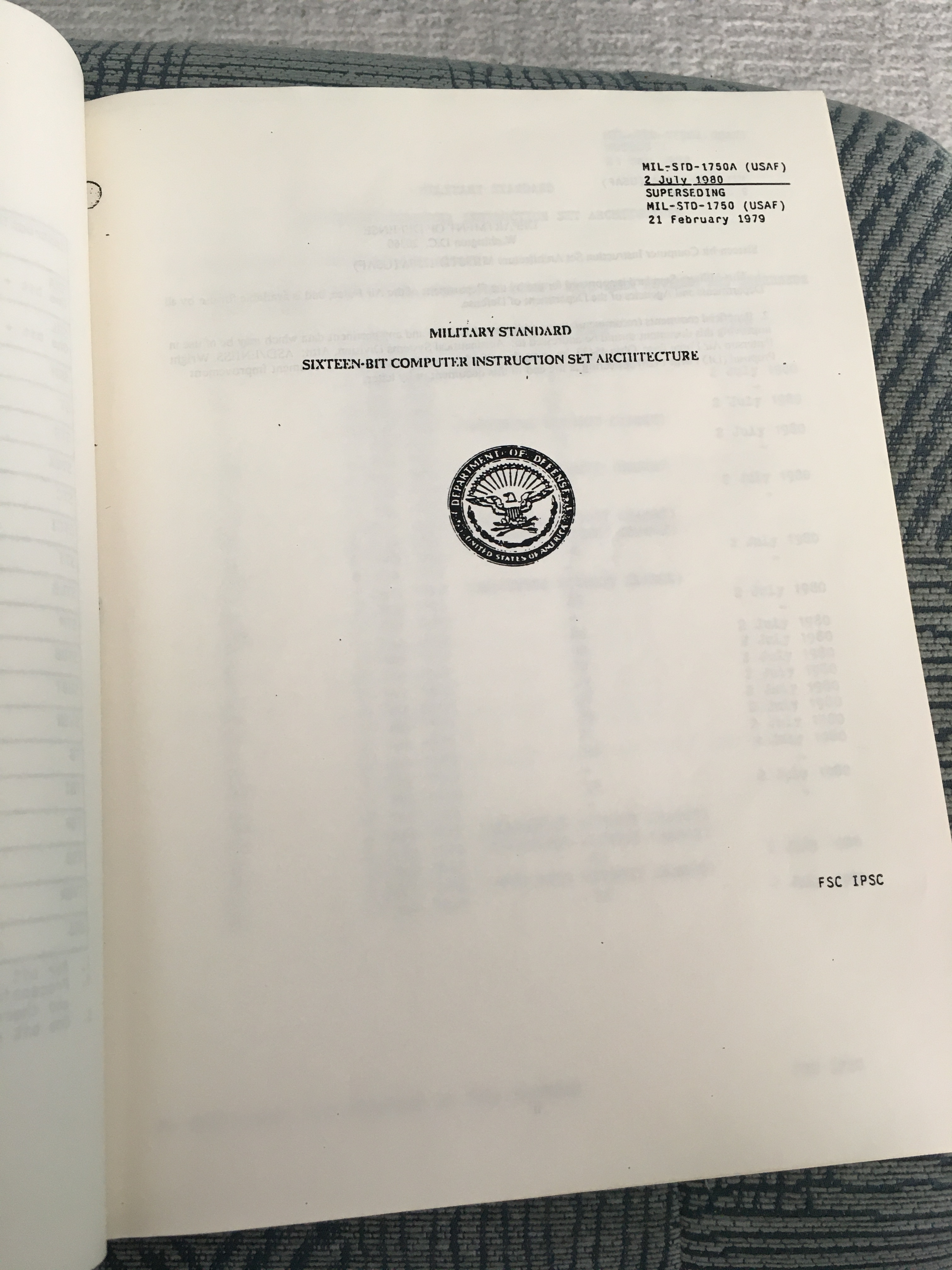
A MIL-STD-1750A specifikációs dokumentum egy bekötött példánya, az 1980-as évekből

Az 1750A az alapszabványban 216 db 16 bites memóriaszót támogat, azaz összesen 128 KiB memóriát. A szabvány definiál egy opcionális memóriakezelő egységet is, ami lehetővé teszi 220 16 bites memóriaszó használatát, 512 lapváltó (memórialeképezést vezérlő) regiszter segítségével (a be-/kimeneti területen), külön utasítás- és adatterületeket határoz meg és kulcsolt memóriahozzáférés-vezérlést ír elő.
A legtöbb utasítás 16 bites, bár néhányhoz egy 16 bites kiterjesztés is kapcsolódhat. A szabványos számítógép 16 általános célú 16 bites regiszterrel rendelkezik (ezeket 0-tól 15-ig számozták). Az 1-től 15-ig számozott regiszterek indexregiszterként használhatók. A 12-től 15-ig számozott regiszterek alap (bázis-) regiszterekként használhatók.
A 16 regiszter bármelyike használható veremmutató regiszterként az SJS és URS utasítások számára (stack, ugrás szubrutinra és unstack, visszatérés szubrutinból), de csak a 15. regiszter használható veremmutatóként a PSHM és POPM utasításokhoz (többszörös push és többszörös pop).
A processzor 16 és 32 bites bináris aritmetikai, valamint 32 és 48 bites lebegőpontos utasításokkal rendelkezik. A perifériákkal való kapcsolat (be-/kimenet) általában a be- és kimeneti utasításokon keresztül történik (XIO és VIO), aminek egy különálló 216 16 bites szavas címtartománya van és speciális buszt használhat.

## Megvalósítások

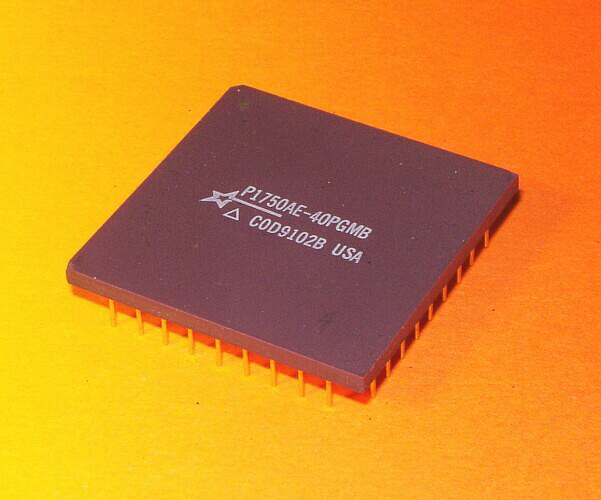
Performance Semiconductor P1750AE

Mivel a MIL-STD-1750A nem határozza meg az implementációk részleteit, az 1750A alapú termékeket gyártók széles köre kínálja, komponensek, kártyák és rendszerszintű kínálat formájában,
a legkülönfélébb technológiákkal megvalósítva,
amelyek gyakran a legfejlettebbek és legegzotikusabbak voltak az adott időszakban (például GaAs, emittercsatolt logika (ECL), szilícium zafír szubsztráton (silicon on sapphire, SoS)).
Az 1750A rendszerek gyakran magas szinten védettek a sugárzással és más veszélyes környezetekkel szemben, ami különösen alkalmassá teszi őket katonai, repülési és űrbeli alkalmazásokhoz.
Példák a MIL-STD-1750A alkalmazására:
- CPU Technology, Inc. CPU1750A-FB, nagy teljesítményű 1750A SOC, a meglévő alkalmazások élettartamának meghosszabbítására és ezek további teljesítménynövelésére tervezték
- Delco Systems Operations Magic V 1750 processzor
- Dynex Semiconductor MAS281 – sugárzásálló SOC implementáció, 64 érintkezős többcsipes modulon, opcionális MMU-val
- GEC-Plessey RH1750, egy sugárzásálló verzió légköri és űrrepülési alkalmazásokhoz. A GEC-Plessey, egy korábbi iterációjában még mint Marconi Electronic Devices, szintén kifejlesztette az MAS281 és MA31750A[2] sorozatú processzorokat, amelyeket később a Dynex Semiconductoron keresztül hozott forgalomba.
- Honeywell HX1750, a Honeywell 0,65 μm-es CMOS szilícum-szigetelőn (SOI-IV) folyamatával gyártották, ami sugárzásállóságot biztosít. A HX1750 egy FPU-t és lapkára integrált perifériákat tartalmaz.[3]
- Johns Hopkins Egyetem Alkalmazott Fizikai Laboratóriuma (JHU/APL), MIL-STD-1750AAV űrbeli felhasználásra alkalmas processzor. Többkártyás, szilícium zafír szigetelőrétegen implementáció, specifikusan űrrepüléshez tervezve.
- Marconi Electronic Devices MIL-STD-1750A.
- McDonnell-Douglas MD-281. Sugárzás ellen védett SoS három lapkás megvalósítás, 64 érintkezős többcsipes modulon.
- Fairchild Semiconductor F9450 sorozat
- National Semiconductor PACE P1750A. A PACE rendszerint a Data General Nova utasításkészlet valamely verzióját futtatja, de új mikrokóddal alkalmassá tették a MIL-STD-1750A utasításkészletének futtatására. A családba tartozik a P1750A CPU, a P1750AE továbbfejlesztett CPU, a P1753 memóriakezelő egység (MMU), a P1754 processzorinterfész csip (PIC) és a P1757ME többcsipes modul. Ezt a vonalat átadták a Performance Semiconductor, majd később 2003-ban a Pyramid Semiconductor vállalatoknak.
- Royal Aircraft Establishment Farnborough MIL-STD-1750A bitszelet technológiával, AMD Am2901-es CPU-szeletekkel megvalósított implementáció.[4]

## Programozás

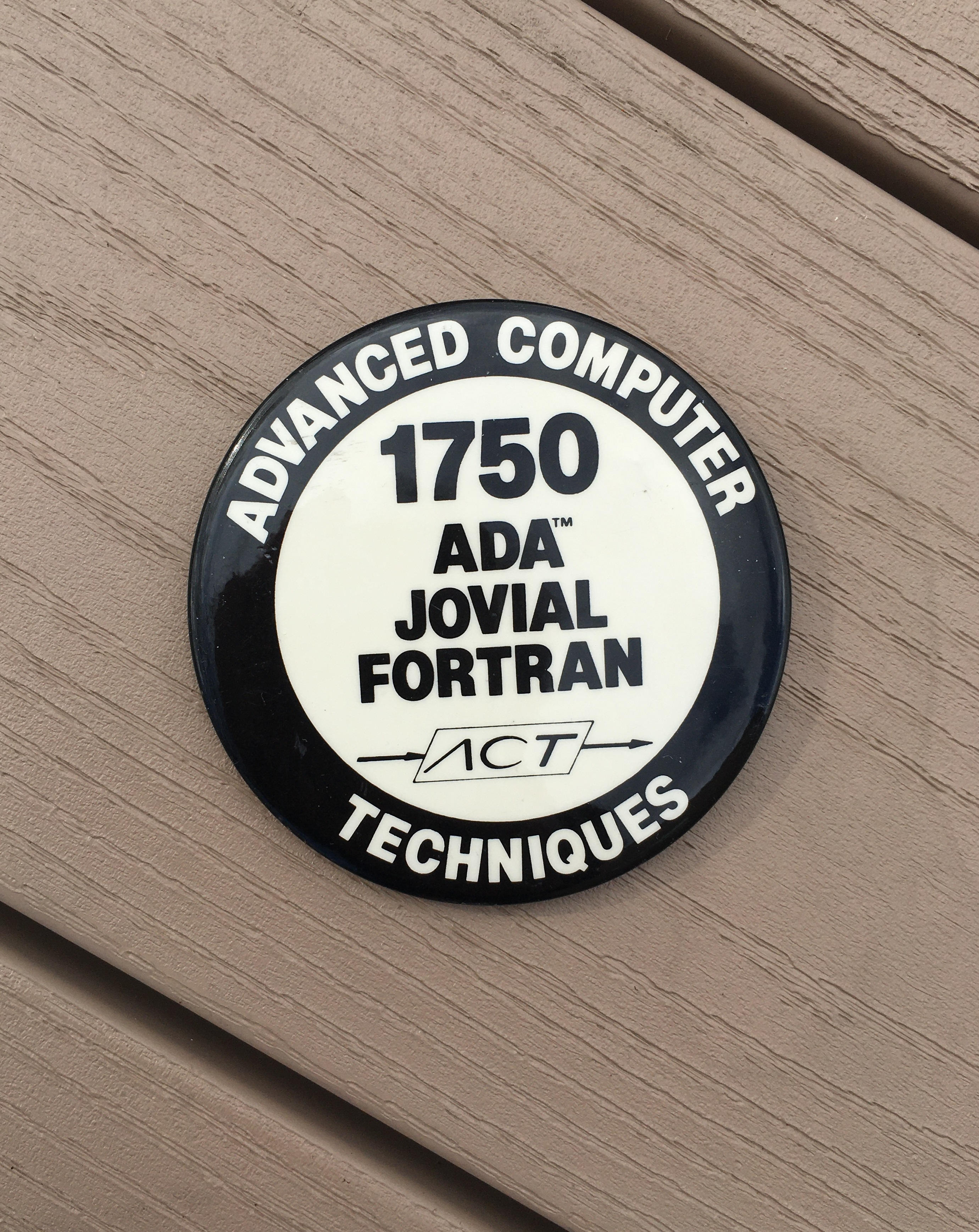
Szoftvergyártó az 1980-as évekből, amely három nyelvről kínál keresztfordítókat az 1750A-hoz (kitűző)

A MIL-STD-1750A alapú processzorokat gyakran JOVIAL nyelven programozták, ami
az Egyesült Államok Védelmi Minisztériuma által definiált
magas szintű programozási nyelv és az ALGOL 58 nyelvből származik. Később az Ada programnyelvet használták erőteljesen.
Léteznek C fordítóprogramok is, például a Cleanscape XTC-1750A. A GNU GCC régebbi változatai tartalmaztak MIL-STD-1750A támogatást; ez azonban a 3.1 verzióban elavultnak volt nyilvánítva és a rá következő verziókból eltávolították.
Ezek mellett a DDC-I biztosítja a SCORE integrált fejlesztőkörnyezetét (IDE) Ada95 és C fordítóival, valamint a TADS (Tartan Ada Fejlesztőrendszer) Ada83 fejlesztőkörnyezetet, melyek ugyancsak a MIL-STD-1750A-on alapuló processzorokat célozzák.

## Rendszerbe állítás
Az Amerikai Egyesült Államok Légiereje (USAF) azzal a céllal alkotta meg a szabványt, hogy egységes számítástechnikai architektúrával rendelkezzen és ezáltal csökkentse a számítógéprendszerek és a szoftverek költségeit, minden katonai számítástechnikai igényt kielégítve. Ez letakarja a beágyazott feladatokat, például a légijármű- és rakétavezérlő rendszereket, valamint az általános hétköznapi katonai számítástechnikai igényeket is.
Ennek a koncepciónak az előnyeit az USAF-en kívül is elismerték, és az 1750A-t más szervezetek is elfogadták, például az Európai Űrügynökség, a NASA, az Israel Aerospace Industries és eredményeit számos tudományos projekt is átvette.
Példák az 1750A-t használó katonai repülőgépekre:
- IAI Lavi vadászrepülőgép
- IBM Federal Systems AP-102, a System/4 Pi Advanced Processor sorozat tagja, az AP-102 avionikai számítógép az 1750A egyik hardveres megvalósítása (elsőként az F–117 Nighthawk lopakodóban, emellett változatos szerepekben alkalmazták, beleértve az USAF F-111 repüléselektronika korszerűsítését)
- Az Amerikai Egyesült Államok hadseregében rendszeresített AH-64D Apache Longbow helikopter
- USAF F-16 digitális repülésvezérlő rendszer és tűzvezető számítógép
- USN F-18 RFCS repülésvezérlő számítógép

### Világűrbeli alkalmazásai
Az 1750A azon kevés számítógéptípus egyike, amelyek űrbeli felhasználásra minősített megvalósításokkal rendelkeznek, így ezek akár távoli világűrbeli küldetésekben is alkalmazhatók.
Példák az 1750A-t használó űreszközökre:
- EOS Aqua, Aura és Terra
- ESA Cluster
- ESA Envisat – az Envisat ASAR térképező radarja, amelyet a Matra Marconi Space épített, a Central Electronics Sub-Assembly és Antenna Sub-Assembly egységekből áll, és összesen 42 GEC-Plessey MA31750A processzort használ, kettős redundáns konfigurációban
- ESA Rosetta
- ESA Mars Express
- ESA Venus Express
- EUMETSAT MetOp (Meteorological Operational satellite)
- ISRO GSAT/INSAT/IRS sorozatú űrhajók[5]
- ISRO Mars Orbiter Mission[6]
- ISRO Space Recovery Experiment-1 irányító és navigációs számítógép[7]
- A JHU/APL által kifejlesztett Midcourse Space Experiment (MSX) űrhajó
- MSTI-1, 2 és 3
- NASA Cassini orbiter
- NASA Landsat 7 műhold
- NASA Mars Global Surveyor
- Naval Research Laboratory Clementine űrszonda „Lunar Orbiter”
- NOAA GOES-13, GOES-O and GOES-P
- Az Orbital Sciences Corporation kereskedelmi célú kommunikációsműhold-platformjai[8][9]
- USAF Titan IV nehéz hordozórakéta vezérlő számítógépe (1989 és 2005 között, Guidance Computer)

## 1750B
A MIL-STD-1750B architektúra lett volna a MIL-STD-1750A utódja, hozzáadott és kiterjesztett képességekkel, melyek közül néhány opcionális. Az 1980-as évek közepén megjelent az 1750B egyik tervezete, és ennek alapján néhány szállító hozzákezdett a megvalósításához. Az 1750B végleges specifikációja azonban nem készült el és végül nem lett kiadva, mivel a katonai komplexum és az ipar figyelme a 32 bites architekturális alternatívák felé fordult, melyek egyik jellemző képviselője a MIPS R3000 processzor.

## Fordítás
Ez a szócikk részben vagy egészben  a   MIL-STD-1750A című angol Wikipédia-szócikk ezen változatának fordításán alapul.  Az eredeti cikk szerkesztőit annak laptörténete sorolja fel. Ez a jelzés csupán a megfogalmazás eredetét és a szerzői jogokat jelzi, nem szolgál a cikkben szereplő információk forrásmegjelöléseként.